# أرنب نهري
أرنب نهري (الإسم العلمي:Bunolagus monticularis)، هو نوع من الثدييات يتبع فصيلة الأرانب ضمن رتبة الأرنبيات. ويعتبر النوع الوحيد في جنسه. تُعتبر من أكثر الأنواع المهددة بالانقراض، إذ يعيش حاليًا عدد محدود يُقدر عددهم تقريبًا 250 أرنبًا